# Burria
Burria is een geslacht van wandelende takken uit de familie Bacillidae. De wetenschappelijke naam van dit geslacht is voor het eerst voorgesteld door Karl Brunner von Wattenwyl in een publicatie uit 1900.

## Soorten
Het geslacht Burria omvat de volgende soorten:
- Burria brachyxipha Uvarov, 1939
- Burria cana Ingrisch, 1999
- Burria citernii Brunner von Wattenwyl, 1907
- Burria longelaminata (Schulthess, 1898)
- Burria longixipha Brunner von Wattenwyl, 1900